# Marry Me (album)
Marry Me is het debuutalbum van St. Vincent.

## Tracklist
Alle muziek en teksten zijn geschreven door Annie Clark, tenzij anders aangegeven. 
| Nr. | Titel                        | Schrijver(s)             | Duur |
| --- | ---------------------------- | ------------------------ | ---- |
| 1.  | Now, Now                     |                          | 4:25 |
| 2.  | Jesus Saves, I Spend         |                          | 3:56 |
| 3.  | Your Lips Are Red            | Annie Clark, Daniel Hart | 4:41 |
| 4.  | Marry Me                     |                          | 4:41 |
| 5.  | Paris is Burning             |                          | 4:20 |
| 6.  | All My Stars Aligned         |                          | 3:47 |
| 7.  | The Apocalypse Song          |                          | 3:47 |
| 8.  | We Put a Pearl in the Ground | Mike Garson              | 1:10 |
| 9.  | Landmines                    |                          | 5:07 |
| 10. | Human Racing                 |                          | 3:48 |
| 11. | What Me Worry?               |                          | 3:56 |